# 闳夭
闳夭（?—?），辅佐周文王、周武王的大臣。与散宜生、太颠、鬻熊一起辅佐西伯昌（周文王），周文王被纣王囚禁在羑里。他们与呂尚定计，把有莘氏之女、骊戎的文马献给纣王，并且贿赂纣王的宠臣费仲。纣王赦免周文王，将周文王释放，后与散宜生和姜尚等人辅佐周武王灭掉商朝，奉武王之命封王子比干之墓，世称闳夭为贤臣。
《荀子》稱其鬍鬚多到蒙面的程度。